# Abacetus convexicollis
Abacetus convexicollis es una especie de escarabajo terrestre de la subfamilia Pterostichinae.  Fue descrito por Straneo en 1949. 